# Tianzhou 2
Tianzhou 2  (chinês: 天舟二号) era uma missão da espaçonave de carga não tripulada da classe Tianzhou. O lançamento ocorreu em 29 de maio de 2021, 12:55:29 UTC. A nave espacial atracou com sucesso na Estação Espacial Tiangong  no mesmo dia.

## Missão
Tianzhou 2 era uma parte da construção da Estação Espacial Tiangong e foi a primeira missão de reabastecimento de carga para o já lançado módulo central Tianhe (CCM).